# Ballads & Blues 1982–1994
Ballads & Blues 1982–1994 — сборник ирландского гитариста и певца Гэри Мура, выпущенный в 1994 году. Включает в себя композиции, записанные с 1982 по 1994 для разных альбомов, в том числе концертные и ремикшированные версии песен исполнителя. Кроме того, на диске присутствуют три ранее не выпускавшихся трека.

## Об альбоме
Общая стилистика подобранного музыкального материала полностью соответствует названию диска — медленные баллады с ощутимым влиянием блюза.
Будучи выпущенным в широкую продажу осенью 1994 года, альбом посетил многие национальные и специализированные чарты, в итоге заняв 14-ю строчку в блюзовом хит-параде журнала Billboard за 1995 год. В 1999 году по итогам продаж в Европе диску был присвоен статус золотого.

## Список композиций
| №   | Название                                                 | Автор(ы)              | Длительность |
| --- | -------------------------------------------------------- | --------------------- | ------------ |
| 1.  | «Always Gonna Love You»                                  | Гэри Мур              | 3:54         |
| 2.  | «Still Got the Blues» (single version)                   | Гэри Мур              | 4:10         |
| 3.  | «Empty Rooms» (single version)                           | Гэри Мур, Нил Картер  | 4:15         |
| 4.  | «Parisienne Walkways» (live version)                     | Гэри Мур, Фил Лайнотт | 6:47         |
| 5.  | «One Day» (previously unreleased)                        | Гэри Мур              | 4:00         |
| 6.  | «Separate Ways»                                          | Гэри Мур              | 4:54         |
| 7.  | «Story of the Blues»                                     | Гэри Мур              | 6:39         |
| 8.  | «Crying in the Shadows»                                  | Гэри Мур              | 5:00         |
| 9.  | «With Love (Remember)» (previously unreleased)           | Гэри Мур              | 7:05         |
| 10. | «Midnight Blues»                                         | Гэри Мур              | 4:58         |
| 11. | «Falling in Love with You» (single version)              | Гэри Мур              | 4:05         |
| 12. | «Jumpin' at Shadows»                                     | Дастер Беннетт        | 4:21         |
| 13. | «Blues for Narada» (instrumental, previously unreleased) | Гэри Мур              | 7:40         |
| 14. | «Johnny Boy»                                             | Гэри Мур              | 3:11         |

| Список синглов к альбому              | Список синглов к альбому |
| Сингл                                 | Обложка                  |
| ------------------------------------- | ------------------------ |
| «One Day» - Каталожный номер: GMCDJ94 | Обложка сингла           |

## Позиции в хит-парадах
| Название чарта                    | Наивысшая позиция | Пребывание в чарте | Источник(и) |
| --------------------------------- | ----------------- | ------------------ | ----------- |
| Billboard Top Blues Albums        | 14                | 3 недели           | [ 1 ] [ 4 ] |
| UK Albums Chart                   | 33                | 6 недель           | [ 5 ]       |
| Голландский хит-парад альбомов    | 86                | 3 недели           | [ 6 ]       |
| Немецкий хит-парад альбомов       | 30                | 15 недель          | [ 7 ]       |
| Новозеландский хит-парад альбомов | 26                | 6 недель           | [ 8 ]       |
| Норвежский хит-парад альбомов     | 6                 | 18 недель          | [ 9 ]       |
| Шведский хит-парад альбомов       | 10                | 8 недель           | [ 10 ]      |
| Швейцарский хит-парад альбомов    | 11                | 15 недель          | [ 11 ]      |